# Klasifikacija CPV
Klasifikacija CPV (Common Procurement Vocabulary pomeni enotni besednjak javnih naročil) predstavlja enoten sistem razvrščanja za javna naročila, katerega namen je standardizacija referenc, ki jih uporabljajo naročniki za opis predmeta javnega naročila. Klasifikacija CPV temelji na klasifikaciji CPA.